# Myioparus plumbeus
Myioparus plumbeus là một loài chim trong họ Muscicapidae.